# Brigitte Bardot
Brigitte Bardot (París, 28 de setembre de 1934) és una exactriu francesa. Coneguda com a BB, és una de les icones sexuals i actrius més importants del cinema dels anys 1950 i 1960.

## Biografia

### Primers anys
Bardot va néixer el 28 de setembre de 1934 al districte 15 de París, fill de Louis Pilou Bardot (1896–1975) i Anne-Marie Toti Mucel (1912–1978). El pare de Bardot, originari de Ligny-en-Barrois, era enginyer i propietari de diverses fàbriques industrials a París.  La seva mare era filla del director d'una companyia d'assegurances. Va créixer en una família catòlica conservadora, igual que el seu pare. Va patir ambliopia quan era petita, cosa que va provocar una disminució de la visió de l'ull esquerre. Té una germana petita, Mijanou Bardot.
La infantesa de Bardot va ser pròspera; vivia a l'apartament de set dormitoris de la seva família al luxós districte XVI.  No obstant això, va recordar que se sentia ressentida en els seus primers anys. El seu pare li va exigir que seguís normes de comportament estrictes, incloses bones maneres a la taula, i que portés roba adequada. La seva mare era molt selectiva a l'hora d'escollir-li companys, de manera que Bardot tenia molt pocs amics de la infància. Bardot va citar un incident traumàtic personal quan ella i la seva germana van trencar el gerro preferit dels seus pares mentre jugaven a la casa; el seu pare va assotar les germanes 20 vegades i, posteriorment, les va tractar com a desconegudes, exigint que es dirigissin als seus pares amb el pronom formal vous, que s'utilitza en francès quan es parlava amb persones desconegudes o amb un estatus superior fora de la família immediata. L'incident va portar a Bardot a ressentir-se decisivament dels seus pares i al seu futur estil de vida rebel.
Durant la Segona Guerra Mundial, quan París va ser ocupada per l'Alemanya nazi, Bardot va passar més temps a casa seva a causa d'una vigilància civil cada cop més estricta. Es va dedicar a ballar discos, cosa que la seva mare va veure com un potencial per a una carrera de ballet. Bardot va ser admesa a l'edat de set anys a l'escola privada Cours Hattemer. Anava a l'escola tres dies a la setmana, cosa que li donava temps suficient per fer classes de ball en un estudi local sota la supervisió de la seva mare. El 1949, Bardot va ser acceptada al Conservatori de París. Va anar a classes de ballet impartides pel coreògraf rus Boris Knyazev durant tres anys. També va estudiar a l'Institut de la Tour, un institut catòlic privat proper a casa seva.
Hélène Gordon-Lazareff, la directora de les revistes Elle i Le Jardin des Modes, va contractar Bardot l'any 1949 com a model de moda junior. El 8 de març de 1950, Bardot, de 15 anys, va aparèixer a la portada d’Elle, que li va portar una oferta d'actuació per a la pel·lícula Les Lauriers sont coupés del director Marc Allégret. Els seus pares es van oposar a que esdevingués actriu, però el seu avi li va donar suport i va dir que «si aquesta nena es vol convertir en puta, el cinema no serà la causa». A l'audició, Bardot va conèixer Roger Vadim, qui més tard li va notificar que no va aconseguir el paper. Posteriorment es van enamorar. Els seus pares es van oposar ferotgement a la seva relació; el seu pare li va anunciar un vespre que continuaria els seus estudis a Anglaterra i que li havia comprat un bitllet de tren per l'endemà. Bardot va reaccionar ficant el cap en un forn amb foc obert; els seus pares la van aturar i finalment van acceptar la relació, amb la condició que es casés amb Vadim als 18 anys.

### Carrera

#### Inicis: 1952–1955
Bardot va tornar a aparèixer a la portada d’Elle el 1952, cosa que li va fer arribar una oferta per a un petit paper a la pel·lícula de comèdia  Le Trou Normand el mateix any, dirigida per Jean Boyer i protagonitzada per Bourvil. Li van pagar 200.000 francs (uns 575.1952 dòlars dels EUA.) pel petit paper que representava un cosí del personatge principal. Bardot va tenir el seu segon paper al cinema a  Manina, la fille sans voiles (1952), dirigida per Willy Rozier. Aquell mateix any, va contreure matrimoni amb el director de cinema Roger Vadim. També va tenir papers a les pel·lícules de 1953 Les Dents longues i Le Portrait de son père.
Bardot va tenir un petit paper en una pel·lícula finançada per Hollywood que es va rodar a París el 1953, Act of Love, protagonitzada per Kirk Douglas. Va rebre l'atenció dels mitjans quan va anar al Festival de Cannes l'abril de 1953.

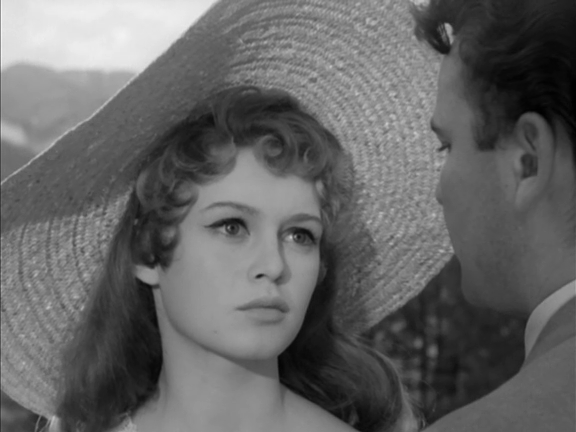
Bardot en una escena del Concert d'intriga el 1954

Bardot va tenir un paper protagonista el 1954 en un melodrama italià, Concert of Intrigue i en una pel·lícula d'aventures francesa, El fill de Caroline. Va tenir una bona part com a estudiant coqueta a l'Escola d'amor de 1955, al costat de Jean Marais, per al director Marc Allégret.
Bardot va interpretar el seu primer paper important en anglès el 1955 a Un metge a la Marina, com l'interès amorós de Dirk Bogarde. La pel·lícula va ser la tercera pel·lícula més popular a Gran Bretanya aquell any.
Bardot va tenir un petit paper a Les maniobres de l'amor (1955) per al director René Clair, donant suport a Gérard Philipe i Michèle Morgan. La part va ser més gran a La Lumière d'en face (1956) per al director Georges Lacombe. Va tenir una altra a la pel·lícula de Hollywood, Helen of Troy, interpretant a la serventa d'Helen.
Per a la pel·lícula italiana Mio figlio Nerone (1956), el director va demanar a la morena Bardot que aparegués com a rossa. Es va tenyir els cabells en lloc de portar una perruca; estava tan satisfeta amb els resultats que va decidir conservar el color.

#### Ascens a la fama: 1956–1962

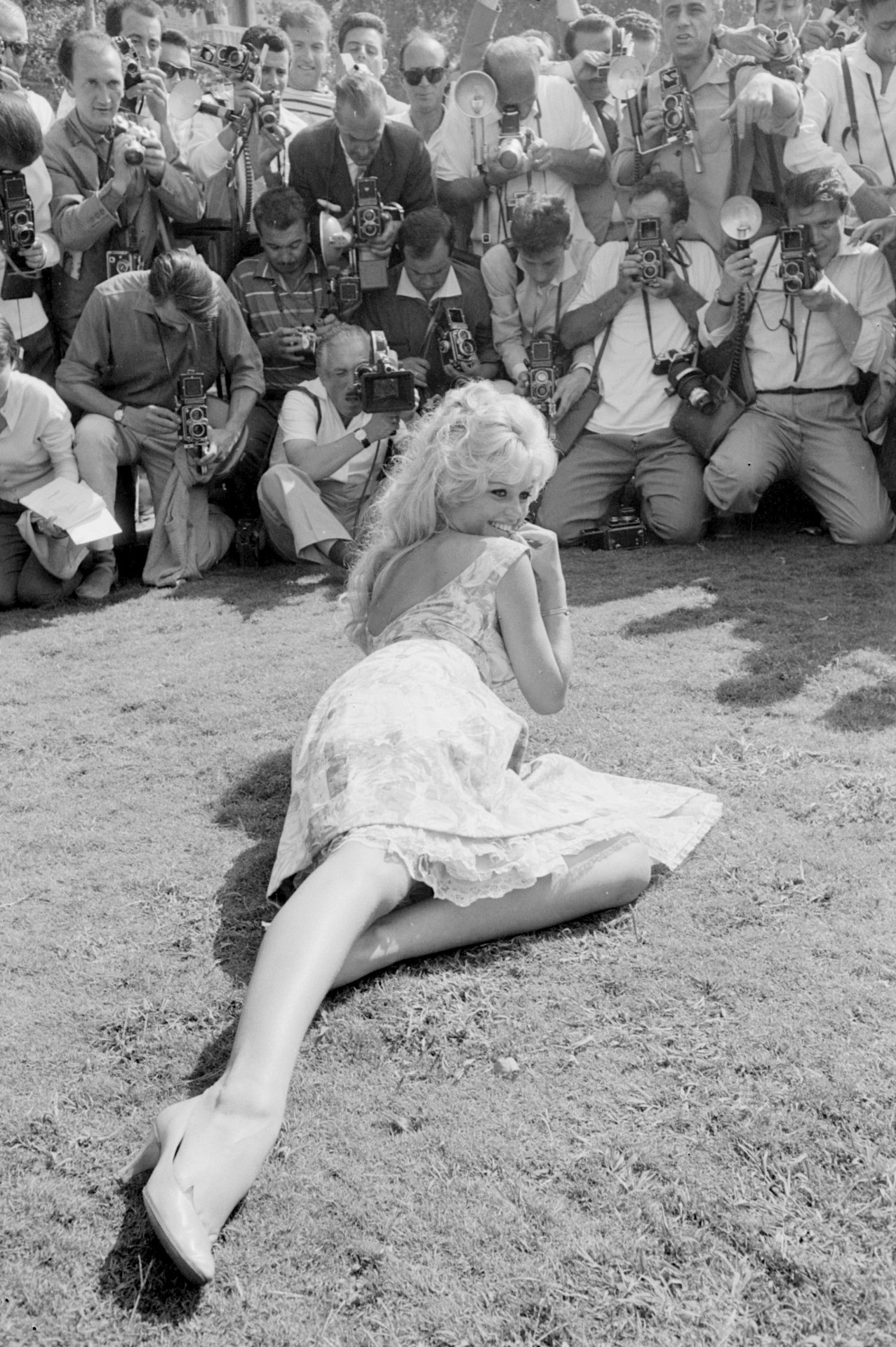
Bardot posant per a una multitud de fotògrafs durant el Festival de Cinema de Venècia de 1958

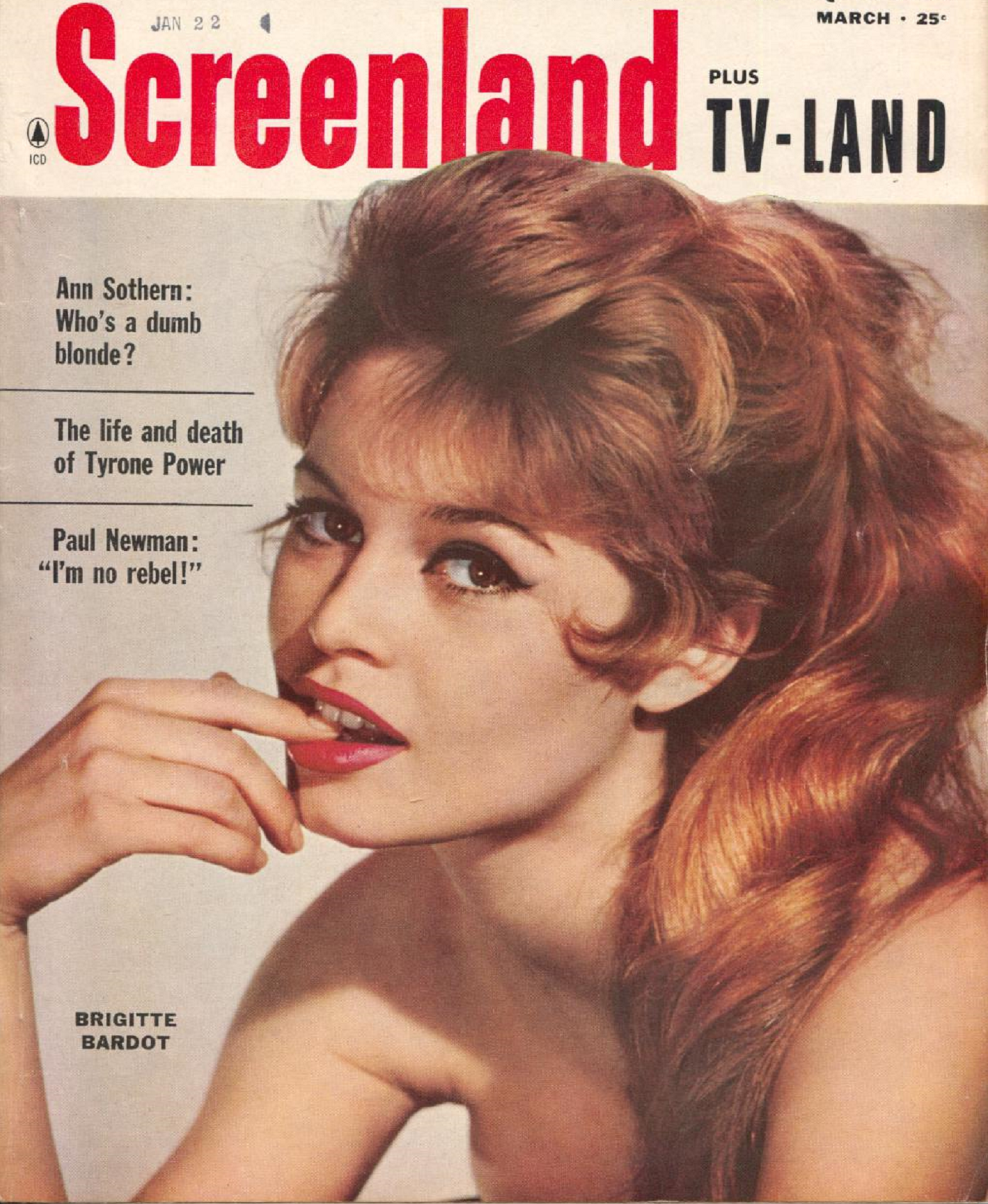
Bardot va aparèixer a la portada de Screenland, març de 1959

Després, Bardot va aparèixer en quatre pel·lícules que la van convertir en una estrella. El primer va ser un musical, Naughty Girl (1956), on Bardot interpretava a una escolar problemàtica. Dirigida per Michel Boisrond, va ser coescrit per Roger Vadim i va tenir un gran èxit, es va convertir en la 12a pel·lícula més popular de l'any a França. Va seguir una comèdia, En effeuillant la marguerite (1956), també escrita per Vadim. Va continuar La mariée est trop belle (1956) amb Louis Jourdan.
Finalment, el melodrama I Déu creà la dona (1956). La pel·lícula va ser el debut de Vadim com a director, amb Bardot al costat de Jean-Louis Trintignant i Curd Jürgens. La pel·lícula, sobre un adolescent immoral en un entorn d'una petita ciutat d'altra manera respectable, va tenir un èxit encara més gran, no només a França sinó també a tot el món, figurant entre les deu pel·lícules més populars a la Gran Bretanya el 1957. Aparegué públicament en biquini durant la presentació del Festival de Cinema de Cannes, epicentre del moviment pro-biquini. Encara avui dia se'n recorda l'escena de Bardot ballant descalça sobre una taula com una de les més eròtiques de la història del cinema.
Als Estats Units, la pel·lícula va ser la pel·lícula estrangera més taquillera mai estrenada, guanyant 4 dòlars milions, que l'autor Peter Lev descriu com una quantitat sorprenent per a una pel·lícula estrangera en aquell moment. Va convertir Bardot en una estrella internacional. Almenys des de 1956, va ser aclamada com la  gatitos sexuals . La pel·lícula va escandalitzar els Estats Units i fins i tot uns quants directors de teatre van ser detinguts només per projectar-lo.

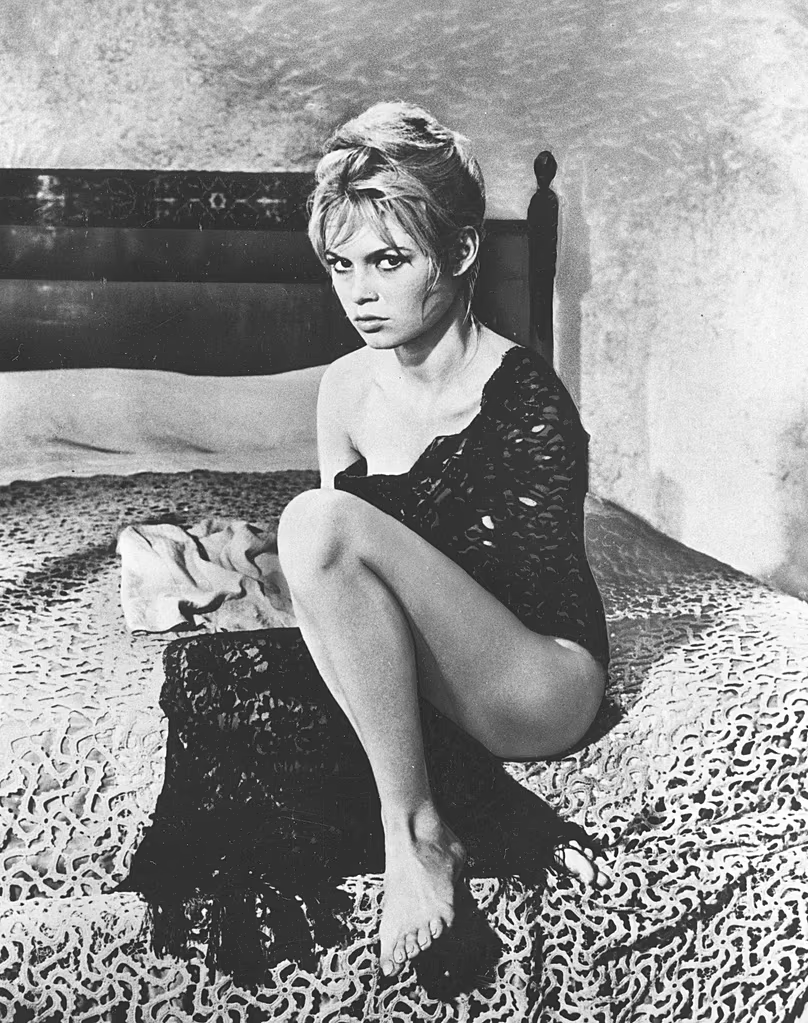
Retall de diari dels EUA, 9 de febrer de 1958

Paul O'Neil de la revista Life (juny de 1958) en descriure la popularitat internacional de Bardot, escriu:
| « | En guanyar la seva eminència actual, Brigitte Bardot ha tingut certs avantatges més enllà dels que va néixer. Com l'esportiu europeu, ha arribat a l'escena estatunidenca en un moment en què el públic estatunidenc està preparat, fins i tot famolenc, per alguna cosa més exigent i realista que el producte domèstic familiar. | » |

Durant la seva primera carrera, les fotos del fotògraf professional Sam Lévin van contribuir a la imatge de la sensualitat de Bardot. El fotògraf britànic Cornel Lucas va fer imatges de Bardot als anys 50 i 60 que s'han convertit en representatives del seu personatge públic.
Després de I Déu creà la dona va protagonitzar La Parisienne (1957), una comèdia protagonitzada per Charles Boyer per al director Boisrond. Es va retrobar amb Vadim en un altre melodrama Les bijoutiers du clair de lune (1958), i va interpretar un criminal que va seduir Jean Gabin a En cas d'adversitat (1958). Aquesta última va ser la 13a pel·lícula més vista de l'any a França. El 1958, Bardot es va convertir en l'actriu més ben pagada de França.

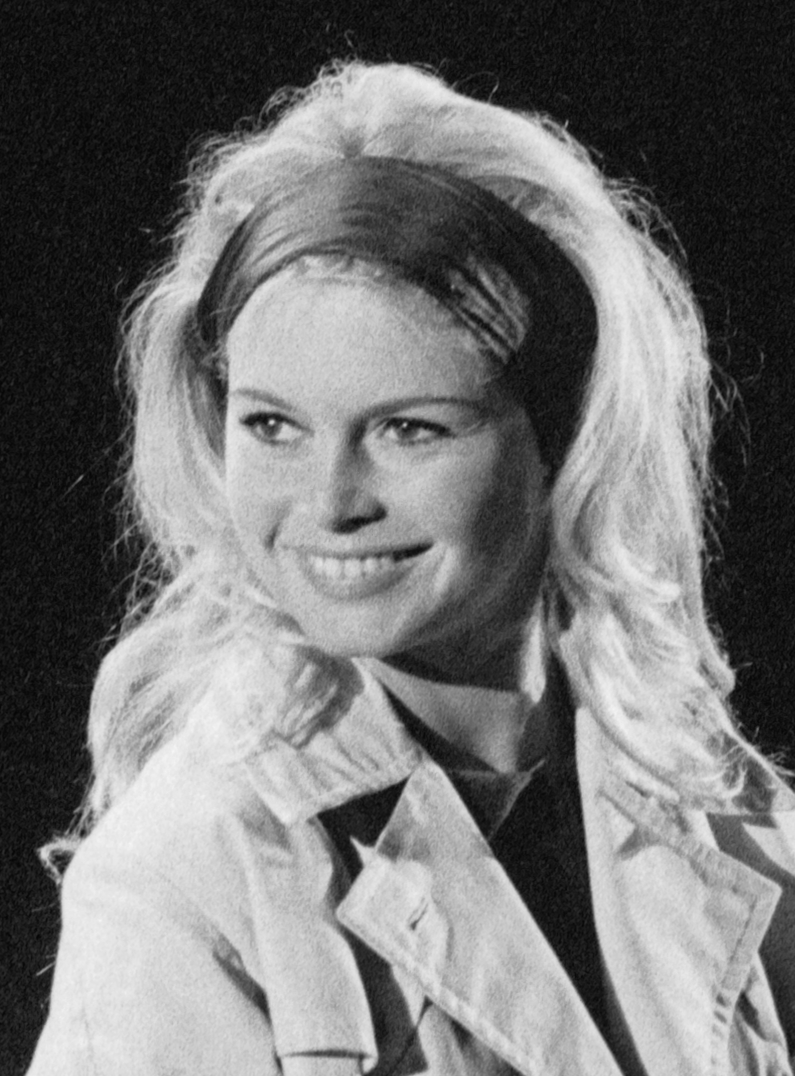
Bardot el 1961

La dona (1959) del director Julien Duvivier va ser popular, però Babette s'en va-t-en guerre (1959), una comèdia ambientada a la Segona Guerra Mundial, va ser un gran èxit, la quarta pel·lícula més gran de l'any a França. També va protagonitzar Voulez-vous danser avec moi ? (1959) de Boisrond.
La següent pel·lícula de Bardot va ser el drama judicial La veritat (1960), d'Henri-Georges Clouzot. Va ser una producció molt publicitada, que va provocar que Bardot tingués una aventura i intentés suïcidar-se. La pel·lícula va ser el major èxit comercial de Bardot a França, el tercer èxit de l'any i va ser nominada a l'Oscar a la millor pel·lícula estrangera. Bardot va rebre el premi David di Donatello a la millor actriu estrangera pel seu paper a la pel·lícula.
Va fer una comèdia amb Vadim, La Bride sur le cou! (1961) i va tenir un paper a l'antologia d'estrelles Les Amours célèbres (1962).
Bardot va protagonitzar al costat de Marcello Mastroianni una pel·lícula inspirada en la seva vida a Vie privée, 1962), dirigida per Louis Malle. Més popular va ser el seu paper a Le Repos du guerrier (1962).
Bardot és una de les poques actrius europees que han rebut l'atenció dels mitjans de comunicació nord-americans. Cada vegada que feia una aparició pública als Estats Units era perseguida pels periodistes que prenien nota de tots i cadascun dels seus moviments.

#### Pel·lícules internacionals i carrera cantant: 1962–1968

Bardot va visitar el Brasil el 1964

A mitjans dels anys 60, Bardot va fer pel·lícules que semblaven més dirigides al mercat internacional. Va protagonitzar la pel·lícula de Jean-Luc Godard Le Mépris (1963), produïda per Joseph E. Levine i protagonitzada per Jack Palance. L'any següent va protagonitzar amb Anthony Perkins la comèdia Une ravissante idiote (1964).
Estimada Brigitte (1965), la primera pel·lícula de Hollywood de Bardot, va ser una comèdia protagonitzada per James Stewart com un acadèmic el fill del qual està enamorat de Bardot. L'aparició de Bardot va ser relativament breu a la pel·lícula, i la pel·lícula no va tenir un gran èxit.

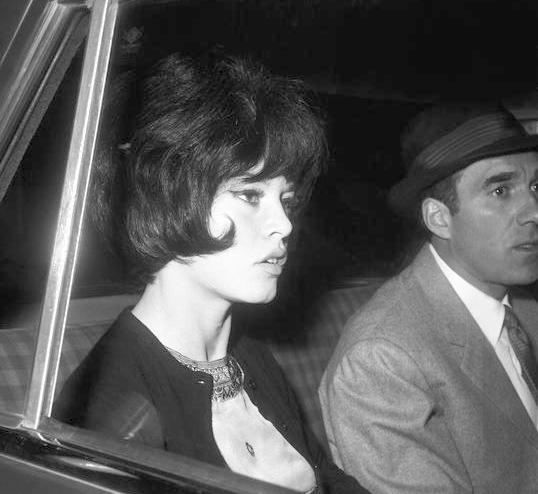
Brigitte Bardot i Michel Piccoli capturats pels paparazzi a Itàlia durant el rodatge de Le Mépris el 1963

Més èxit va ser la comèdia de companys occidentals Viva Maria (1965) per al director Louis Malle, que apareix al costat de Jeanne Moreau. Va ser un gran èxit a França i arreu del món, tot i que als Estats Units no va arribar tant com s'havia esperat.
Després d'un cameo a Masculí, femení de Godard (1966), va tenir el seu primer fracàs absolut durant alguns anys, À coeur joie (1968), una coproducció franco-anglesa. Va tenir un petit paper Histoires extraordinaires (1968), actuant al costat d’Alain Delon, després va tornar a provar una pel·lícula de Hollywood: Shalako (1968), un western protagonitzat per Sean Connery, que va ser una altra decepció de taquilla.
Va participar en diversos espectacles musicals i va gravar moltes cançons populars als anys 60 i 70, sobretot en col·laboració amb Serge Gainsbourg, Bob Zagury i Sacha Distel, inclosa Harley Davidson; Je Me Donne À Qui Me Plaît; xiclet; Contacte; Je Reviendrai Toujours Vers Toi ; L'Appareil À Sous; La Madrague; On Déménage; Sidonie; Tu Veux, Ou Tu Veux Pas?; Le Soleil De Ma Vie (una versió de  You Are the Sunshine of My Life  de Stevie Wonder); i Je t'aime... moi non-plus. Bardot va suplicar a Gainsbourg que no estrenés aquest duet i ell va complir amb el seu desig; l'any següent, va tornar a gravar una versió amb la model i actriu britànica Jane Birkin que es va convertir en un gran èxit a tot Europa. La versió amb Bardot es va publicar el 1986 i es va convertir en un èxit de descàrrega el 2006 quan Universal Music va posar el seu catàleg posterior disponible per comprar en línia, amb aquesta versió de la cançó com la tercera descàrrega més popular.

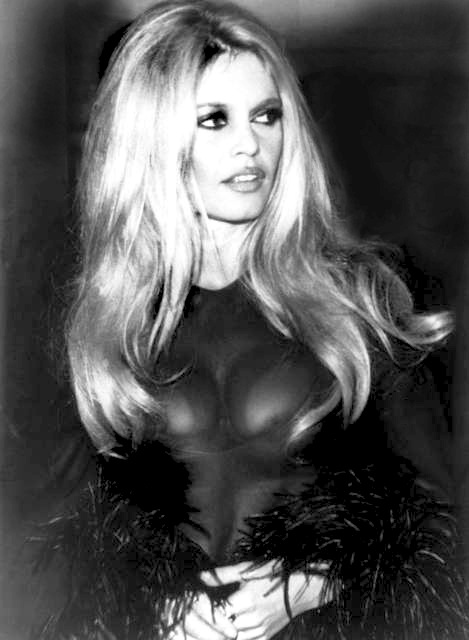
Bardot el 1968

#### Pel·lícules finals: 1969–1973
De 1969 a 1972, Bardot va ser la cara oficial de Marianne, que fins llavors havia estat anònima, per representar la llibertat de França.
La seva següent pel·lícula, Les Femmes (1969), va ser un fracàs, tot i que la comèdia d'esbossos L'Ours et la Poupée (1970) va tenir un millor rendiment. Les seves últimes pel·lícules van ser majoritàriament comèdies: Les Novices (1970), El bulevard del rom (1971) (amb Lino Ventura). La llegenda de Frenchie King (1971) va ser més popular, ajudat per la coprotagonisme de Bardot amb Claudia Cardinale.

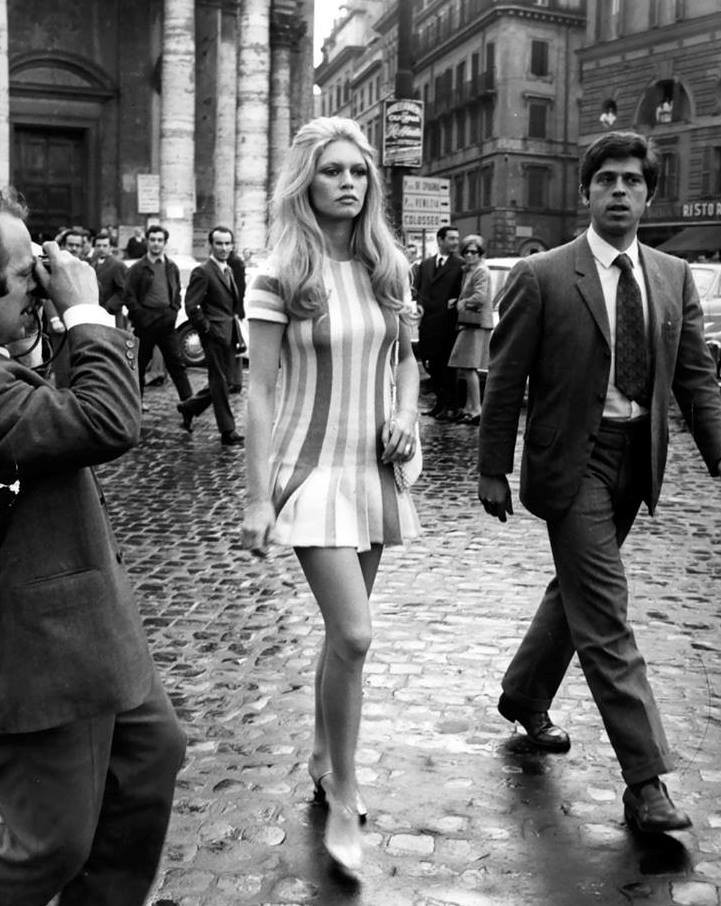
Bardot a Roma el 1969

Va fer una pel·lícula més treballant amb Vadim, Don Juan ou Si Don Juan était une femme... (1973), interpretant el paper principal. Vadim va dir que «la pel·lícula marcava el que la gent anomena 'el mite de Bardot' hi havia alguna cosa interessant, tot i que mai va ser considerada l'actriu més professional del món. Des de fa anys, des que ha anat creixent, i el mite de Bardot s'ha convertit en just un record... Tenia curiositat per ella com a dona i vaig haver d'arribar al final d'alguna cosa amb ella, sortir d'ella i expressar moltes coses que sentia que hi havia en ella la Brigitte sempre feia l'efecte de llibertat sexual. És una persona completament oberta i lliure, sense cap tipus d'agressió, així que li vaig donar el paper d'home, això em va fer gràcia».
«Si Don Juan no és la meva última pel·lícula, serà la meva penúltima», va dir Bardot durant el rodatge. Va complir la seva paraula i només va fer una pel·lícula més, L'edificant i alegre història de Colinot (1973).
El 1973, Bardot va anunciar que es retirava de la interpretació com una manera de sortir amb elegància.
El 1974, just després del seu 40 aniversari, Bardot va anunciar la seva retirada de les pantalles, havent protagonitzat prop de 50 pel·lícules i gravat uns quants discos, un d'ells -el que va obtenir millors crítiques- amb el noi dolent de la música francesa, Serge Gainsbourg. A partir de llavors, Bardot s'ha dedicat a la promoció dels drets dels animals. El 1976 va crear la Fundació Brigitte Bardot per a la protecció dels animals en perill, sent actualment una de les més influents activistes d'aquest moviment.

## Filmografia

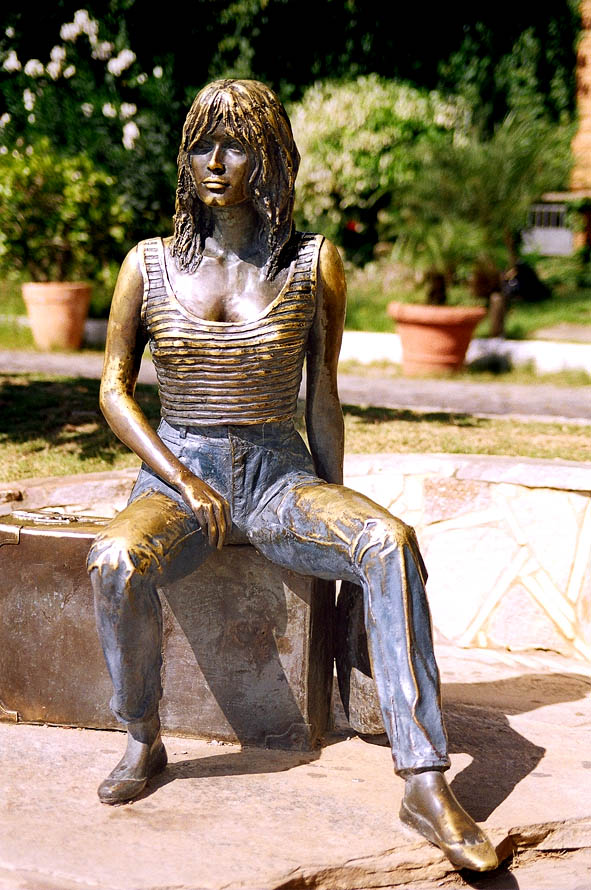
Estàtua de Brigitte Bardot a la Platja de Búzios, Rio de Janeiro

Brigitte Bardot el 2002

- Manina, la fille sans voiles (1952)
- Le trou normand (1952)
- Le portrait de son père (1953)
- Les dents longues (1953)
- Tradita (1954)
- Un acte d'amour (1954)
- Si Versalles s'expliqués (Si Versailles m'était conté...) (1954)
- Frou-frou (1955)
- Les maniobres de l'amor (1955)
- Un metge a la Marina (1955)
- Futures vedettes (1955)
- El fill de Caroline (Le fils de Caroline chérie) (1955)
- La petita BB (1956)
- I Déu creà la dona (Et Dieu… créa la femme) (1956)
- Desfullant la margarida (1956)
- Mio figlio Nerone (1956)
- Aquesta picardiosa col·legiala (1956)
- Helena de Troia (1956)
- Une Parisienne (1957)
- En cas de malaurança (1958)
- Les bijoutiers du clair de lune (1958)
- Vol ballar amb mi? (1959)
- Babette se'n va a la guerra (1959)
- La femme et le pantin (1959)
- El testament d'Orfeu (1960)
- L'affaire d'une nuit (1960)
- La veritat (1960)
- Amors cèlebres (1961)
- Vida privada (1962)
- Le repos du guerrier (1962)
- Le Mépris (1963)
- Adorable idiota (1964)
- Viva Maria (1965)
- Estimada Brigitte (1965)
- Masculí femení (Masculin, féminin) (1966)
- Marie-Soleil (1966)
- A coeur joie (1967)
- Shalako (1968)
- Les dones (1969)
- La professional i la debutant (1970)
- La nina i el brut (1970)
- Les petrolieres (1971)
- El bulevard del rom (1971)
- L'histoire de Colinot Trousse chemise (1973)
- Si Don Joan fos una dona (1973)